# Yigoga pseudosignifera
Yigoga pseudosignifera là một loài bướm đêm trong họ Noctuidae.